# Cumières
Cumières is een gemeente in het Franse departement Marne (regio Grand Est) en telt 861 inwoners (1999). De plaats maakt deel uit van het arrondissement Épernay.
De gemeente Cumières omvat wijngaarden die vallen onder het Appellation d'Origine Contrôlée van de Champagne. De champagne van het huis Boizel wordt met rode wijn uit de wijngaarden van Cumières and Les Riceys, volgens dat champagnehuis "twee goede terroirs van de Champagne", op kleur gebracht.

## Geografie
De oppervlakte van Cumières bedraagt 3,0 km², de bevolkingsdichtheid is 287,0 inwoners per km².
De onderstaande kaart toont de ligging van Cumières met de belangrijkste infrastructuur en aangrenzende gemeenten.

## Demografie
Onderstaande figuur toont het verloop van het inwonertal (bron: INSEE-tellingen).